# Aegomorphus morrisii
Aegomorphus morrisii là một loài bọ cánh cứng trong họ Cerambycidae.